# Dasypoda albimana
Dasypoda albimana là một loài ong trong họ Melittidae. Loài này được Pérez miêu tả khoa học đầu tiên năm 1905.